# Voruque

Enclave de Vorukh e outros enclaves do vale de Fergana.

O enclave de Voruque (em tajique: Ворух; em russo: Ворух; romaniz.: Vorukh) é um território do Tajiquistão com cerca de 130 km² encravado no Quirguistão (província de Batken), na região Vale de Fergana da Ásia Central. A população é maioritariamente tajique.